# Лесик Band
«Лесик Band» (укр. Лесик Бенд) — украинская рок-группа. Особенности стиля группы — суржиковые украинские тексты и хорошо сыгранная музыка различных стилей, таких как рок-н-ролл, блюз, стёб-рок, рэггей и т. п.

## История
Группа «Лесик Band» собралась во Львове в декабре 1990 года.
Основатель творческого коллектива, музыкант и композитор-песенник: Александр Осипович Дацюк, в миру «Лесик» (1963-2020). Окончил училище культуры по классу — дирижёр хора.
Во времена СССР работал в домах культуры, в различных вокально-инструментальных коллективах (лидер-вокал, гитара). Один из первых, учредителей Львовского рок-клуба. Творческий путь композитора тесно переплетался с известными профессиональными музыкантами Галиции: Александром Гамбургом («Брати Гадюкіни») Сергеем «Кузя» Кузьминским («Брати Гадюкіни»), Николаем Ефремовым («Сталкер», «Перше Причастя»), Сергеем «Zeppelin» Лысенко, Валерием Куличкин, Юрием Перетятко, Евгением Тарнавским, Ярославом Бидником, Николаем Гавриловым («Каскад», «Рекрут») и другими. Как следствие, были созданы нетрадиционные для своего времени, но популярные рок-коллективы: «Внуки Львова», «Стежки», «КООП-2», «Робочий день», «Роком круш».
За годы творческой деятельности Лесик Дацюк написал много как лирических песен, так и батярско-бытовых, а фундаментом музыкального сопровождения избрал мелодичный рок-н-ролл в сплетении с галичанским орнаментом. Неудивительно, что эти песни имели бешеную популярность как на Украине, так за её пределами, особенно в эмиграционных кругах славянских народов. Особенностью стиля было то, что в тексты песен Лесик «замесил» легкий суржик, где слышны польские, русские, английские словосочетания, а за основу взял родной, западно-украинский диалект. Именно от «Лесик-Band», чуть позднее «Брати Гадюкіни» подхватили эту своеобразную суржиковскую манеру, и стали выполнять её в рэггивском, «кокеровском» стиле. Слушатель, пожалуй, впервые услышал песни о себе, о своей среде, где в сатирической форме освещались темы нувориш, сексуальной революции, пьянства, хамства, скупости, и т. д.
Летом 1991 года по приглашению Украинской диаспоры республики Польша, «Лесик-Вand» гастролирует во многих городах страны. Там же, группу приглашают с концертной программой в Германию. Так с начальным гастрольным графиком в три недели, коллектив возвращается на Украину только через два месяца. В дальнейшем при дружеском, активном сотрудничестве с Центром украинской культуры в Польше, «Лесик-Band» гастролирует по стране. По приезде Лесик, со своими песнями является постоянным участником Львовской телевизионной музыкально-информационной программы «Кнайпа з Високого замку». Неоднократно является желанным гостем Львовского областного радио. В декабре 91-го, на студии известного львовского композитора и скрипача Олега Кульчицкого, был записан первый альбом группы: «Кошмарный сон» вслед за ним, в марте 92-го на материале 80-х, второй альбом: «Iнструкція». В состав группы тогда входили: Юрий Фомин, Александр Гамбург, Роман Лушовий, Лесик Дацюк и бэк-вокал: Галина Брунець, Елена Машагина, Юлия Донченко («Гавайські Гітари», Maxima) Многие песни из первых альбомов стали действительно «народными» хитами: «Кошмарний сон»(Співали ящури), «Цигейкова шуба», «Журавлина получка», «Весна застоя», «Рекет», «Шарп», «Ах, Андрюша». Песни звучали на всех ведущих FM-радиостанциях.
В 1992 году группу приглашает к сотрудничеству Львовский театр-студия «Фестиваль», в котором «Лесик-Band» вместе с известными исполнителями украинской эстрады: Гариком Кричевским, группой «Мандри», Русею, гастролируют по западному региону страны. Затем вместе с группами: «ВВ», «Брати Гадюкіни», «Плач Єремії», «Кому вниз», «Бригада С», «Агата Кристи», участвуют в благотворительной акции «Музыканты против наркомании и алкоголизма». В ноябре 1992 года в состав группы вливаются высокопрофессиональные музыканты с богатым творческим опытом: Александр «Хвост» Хвостов и Игорь «Марцифал» Лесько. Этим «золотым составом» во Львове, да и по всей Украине, «Лесик Band» завоевывает массу поклонников. Выходят альбомы: «Мудрий вуйцьо» (1992) и «П’юре» (1993). Популярность песен: «Горбатий», «Джулія», «Забава», «Колискова» (первая в хит-параде украинской службы радио в Париже), «Бразилія», «Випий за старого», «Кривавий блюз», «Раннє село»- удивляла даже самих музыкантов.
В 1994—1995 годах «Лесик-Band» является дипломантом фестиваля популярной музыки «Мелодія». На студии хоровой капеллы «Трембіта» записывает альбом «Цирк на дроті» (1995). Песни с этого альбома являются наглядным пособием по украинской рок-культуре «Цирк на дроті», «За долярами», «Маленький хлопчик», «Добра мадонна», а песню «Гуляли» многие музыканты назвали «песней всех времен и народов».
В 1996 году Киевская национальная академия (НАК) выпускает в свет CD альбомы: «Добра мадонна» и «Цирк на дроті». В этом же году, «Лесик-Band» первыми открывают рубрику молодежной телепрограммы «Дека», где отображается чисто акустический аккомпанемент репертуара. В конце года, Лесик обновляет состав группы, присоединились: Вадим «Баку» Балаян («Перше причастя», «Мертвий Півень», «Exotic Jazz»), Игорь Хомин («Рімейк»), Андрей Войтюк, Андрей «Leman» Лемешкин.
В декабре 2000-го года состоялся концерт во Львовском Драматическом театре им. М. Заньковецкой в честь десятой годовщины творчества Александра «Лесик» Дацюка.
Знаковым для «Лесик-Band» стал 2002-ой год, вышел в свет долгожданный новый альбом «Дев’ять бабиних приколів», а также к десятой годовщине творчества группы в подарок поклонникам, трилогия : «Коли гості в хаті», «Rock&Roll зі салом», «Блюз для фраєрів», куда вошли лучшие песни из всех альбомов группы за период 1990—2001 гг.
Затем «Лесик-Band» как коллектив работал больше по приглашениям организаторов шоу-программ, фестивалей Принимал участие в концертах посвященных событиям — День независимости, День города, День молодежи, и т. д.. Часто группа выступает с творческими встречами в стильных клубах и молодёжных организациях.
Впоследствии Лесик Дацюк работал над новыми творческими проектами. Много работал на студии, писал песни для детских эстрадных коллективов, для молодых исполнителей и не забывал о пополнении собственной песенной коллекции, готовил к выходу новый альбом «Тетянин День».
7 апреля 2020 года на остановке общественного транспорта во Львове бездомный с ножом напал на лидера группы «Лесик Band» Александра Дацюка и нанес ему смертельные ранения.

## Дискография
- 1991 — «Кошмарний Сон»
- 1992 — «Iнструкція»
- 1992 — «Мудрий Вуйцьо»
- 1993 — «П’юре»
- 1995 — «Цирк на Дротi»
- 1996 — «Добра Мадонна»
- 2002 — «Дев’ять Бабиних Приколів»

## Трилогия
- 2002 — «Коли Гостi в Хатi»
- 2002 — «Rock’n’Roll зi Салом»
- 2002 — «Блюз для Фраєрів»